# Ewelina Pruszko
Ewelina Pruszko est une lutteuse polonaise née le 3 avril 1978.

## Palmarès

### Championnats du monde
- Médaille d'argent en moins de 67 kg en 2003 à New York (États-Unis).

### Championnats d'Europe
- Médaille d'or en moins de 68 kg en 1998 à Bratislava (Slovaquie).
- Médaille d'argent en moins de 68 kg en 1999 à Götzis (Autriche).
- Médaille de bronze en moins de 67 kg en 2003 à Riga (Lettonie).